# 彩畫 (朝鮮半島)
- 關於东亚各地各时期的彩画，請見「彩画」。
- 關於中国传统绘画使用的颜料，請見「丹青」。
- 關於“丹青”的其他意思，請見「丹青 (消歧义)」。

彩畫（因常見於建築物，故又稱建築彩畫），在朝鮮半島称丹青（韩语：／ dancheong），是指朝鲜半岛传统木制建筑和工艺品上的彩色图案。丹青的颜色选择有著象征意義，建築上色時以五种基本颜色为基础，分別為蓝色（东）、白色（西）、红色（南）、黑色（北）、黄色（中）。这五种颜色反應了阴阳和五行哲学思想。

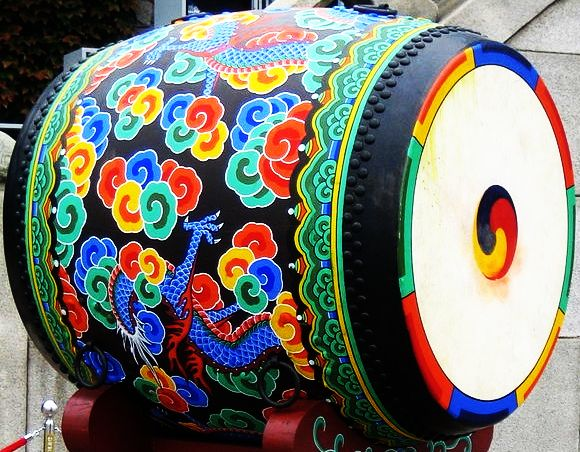

建築彩畫常見於寺庙、宫殿等重要场所，甚至在寺庙的屋檐上也能看到由其塑造的动物图案（如龙、狮、鹤），不仅有装饰的作用，还有实用功能，例如保护建筑表面不受温度影响以及掩蓋建築材料表面的瑕疵。它还能保护木材不受虫害，延长建築寿命。建築彩畫被韓國文化財廳列为国家无形文化财。

## 备注
1. ↑  此外还有丹碧（韩语：／ danbyeok）、金碧（韩语：／ geumbyeok）、丹雘（韩语：／ danhwak）、丹绿（韩语：／ dannok）、丹漆（韩语：／ danchil）、髹漆（韩语：／ hyuchil）、髹彤（韩语：／ hyudong）等称呼。[3]